# فرانچسکو گگی
فرانچسکو گِگی (ایتالیایی: Francesco Gheghi؛ زادهٔ ۱۹ اوت ۲۰۰۳) بازیگر اهل ایتالیا است. وی از سال ۲۰۱۸ میلادی تاکنون مشغول فعالیت بوده است.
از فیلم‌ها یا برنامه‌های تلویزیونی که وی در آن نقش داشته است، می‌توان به پدر ما و ریسمان نامرئی اشاره کرد.